# Луксорський фестиваль єгипетського та європейського кіно
Луксорський фестиваль єгипетського та європейського кіно — щорічний міжнародний кінофестиваль, що проходить у єгипетському місті Луксор, створений Полуденним фондом культури і мистецтв (NOONCA) за участю єгипетського міністерства культури, а також громадських та приватних організацій в Єгипті, і в Європі. 1-й Луксорський міжнародний кінофестиваль пройшов з 17 по 22 вересня 2012 року.